# Cercartetus lepidus
Cercartetus lepidus — вид дворізцеподібних сумчастих ссавців родини бурамісових (Burramyidae).

## Поширення
Ендемік Австралії. Трапляється на більшій частині Тасманії, на заході острова Кенгуру (вперше тут зафіксований у 1964 році), а також на материку на кордоні між південно-східною частиною Південної Австралії та північно-західною Вікторією. Живе у склерофітових лісах та вересових чагарниках.

## Опис
Зовні схожий на невелику соню і є найменшим з кускусовидних ссавців. Тіло завдовжки 6,6-7,5 см, хвіст 6-7,2 см і важать лише 7-10 грам. Шерсть м'яка і густа, а на більшій частині тіла має палевий колір, на нижній частині зникає до блідо-сірого.
Морда коротка з довгими вусами, очі спрямовані вперед і оточені дещо темнішим хутром, хоча і без помітних чорних кілець. Вуха рухливі і в основному безволосі. Хвіст чіпкий, вузький і циліндричний, лише біля основи широкий із запасами жиру під шкірою, з рідкісними волосками.

## Спосіб життя
Всеїдний вид, харчується комахами, павуками, дрібними ящірками, нектаром та пилком. Розмноження відбувається протягом року, найчастіше навесні та влітку. Самиця має добре розвинений мішечок, який містить чотири соски, що обмежує максимальний розмір посліду. Молоді залишають мішечок приблизно через 42 дні після народження, хоча вони можуть чіплятись за шерсть матері ще тривалий час.